# Iván József (labdarúgó)
Iván József (1934. március 11. – 1964. február 13.) olimpiai válogatott labdarúgó, csatár, jobbszélső.

## Pályafutása

### Klubcsapatban
Mezőtúron kezdett futballozni, ahol 1952-ig játszott. A Szolnoki MÁV-ból 1957-ben került a DVTK-ba. Innen 1961 nyarán igazolt a Komlói Bányászba.

### A válogatottban
1958-ban négy alkalommal szerepelt a B-válogatottban és két gólt szerzett. 1959-ben egy alkalommal szerepelt az olimpiai válogatottban.

## Statisztika
Mérkőzései az utánpótlás válogatottban
- 1957. december 22., Braunschweig: NSZK–Magyarország 3–3
- 1958. május 4., Budapest: Magyarország–NDK 2–0

Mérkőzései a B válogatottban
- 1958. szeptember 28., Budapest, Magyarország–Szovjetunió 2–2, 1 gól
- 1958. október 5., Budapest, Magyarország–Jugoszlávia 3–0, 1 gól
- 1958. október 26., Budapest, Magyarország–Románia 6–1
- 1958. november 23., Charleroi Belgium–Magyarország 1–1

Mérkőzése az olimpiai válogatottban
| Magyarország | Magyarország       | Magyarország | Magyarország | Magyarország | Magyarország | Magyarország       | Magyarország | Magyarország |
| #            | Dátum              | Helyszín     | Hazai        | Eredmény     | Vendég       | Kiírás             | Gólok        | Esemény      |
| ------------ | ------------------ | ------------ | ------------ | ------------ | ------------ | ------------------ | ------------ | ------------ |
|              | 1959. november 22. | Budapest     | Magyarország | 2 – 1        | Ausztria     | olimpiai selejtező | -            |              |
|              | Összesen           |              |              | 0            | mérkőzés     |                    | 0            | gól          |